# 중화인민공화국 교육부

중화인민공화국 교육부(중국어 간체자: 中华人民共和国教育部, 정체자: 中華人民共和國教育部, 병음: Zhōnghuá Rénmín Gònghéguó Jiàoyùbù)는 중화인민공화국 국무원이 주관하며, 언어, 글자, 국민교육사역을 담당하는 국무원 조성 기관이다. 중화인민공화국 교육부는 일반 행정관리기관과 다르다. 이는 행정관리기관의 속하며 국립교육시설의 경영자이기도 하다. 중화인민공화국 교육부는 19개의 사국(司局)으로 조성되어 있다. 유네스코중국전국위원회 비서실도 이 안에 속해 있다. 또한, 교육부는 15개의 교육중심으로 된 사회단체도 직접 관리한다.
1985년부터 1998년까지 중화인민공화국 국가교육위원회로 불리었다.

## 중화인민공화국교육부의 내부기관
중국의 교육부는 22개의 내부 기관을 두고 있다.
- 행정 업무 기구

문전, 회무, 기밀, 문서, 재무, 자산 등의 기관이 일상적으로 업무를 수행하고 있으며, 정무 공개, 뉴스 발표, 편지 방문, 보안 유지 등의 업무를 담당한다.
- 정책 및 규제 부서

교육개혁 및 발전전략 연구 및 중대한 문제에 대한 정책조사, 종합적인 교육법규 초안 마련, 전국 교육시스템의 법제설립 및 행정 관련 업무를 담당하며, 기관 관련 규범적 문건의 합법성 심의를 담당해야 한다.
- 개발 기획과

전국 교육사업 발전계획 수립, 고등학교 관리체제 개혁에 관한 업무 분담, 고등교육 학생 모집계획 및 고교설립기준 마련, 각급별 학교설립기준 마련, 관련 분야의 고교설립 검토, 철회
- 인사과

기관 및 직속단위, 직접 산하 고등 교육 기관, 재외고, 재외사관 교육처(팀) 등 간부 인사담당, 기획지도, 고교 교사와 교육 행정 간부팀 건설사업, 교육시스템 지도인력 양성 담당
- 재무부

교육경비 조달, 교육 교부금, 학생지원 방침, 정책 수립, 전국 교육경비 투입 상황을 집계하는 일에 참여, 직속고와 직속 단위의 국유자산, 예결산, 재무관리 및 내부감사를 담당, 참여의무교육보장
- 기초 교육 1사

의무교육의 거시적 관리업무는 관련 분야의 농촌 의무교육 강화 정책, 의무교육의 균형발전 정책, 각종 학생의 균등한 의무교육 보장, 교육의 실시, 교육의 표준 제정, 교육 실시
- 기초 교육 2사

일반고 교육, 유아교육, 특수교육을 담당하는 거시관리사업, 일반고 교육, 유아교육, 특수교육의 발전정책과 기초교육의 기본 교학서류 작성, 기초교육 국가과목 검정, 교과과정 배치, 교과 개혁 추진, 지도 중
- 직업교육 및 성인교육사

직업교육 총괄계획, 종합융합 및 거시관리사업 담당, 중등 직업교육전문목록 및 교과기본요구서 작성, 중등직업학교 설치기준 마련, 지도중등 직업교육의 개혁 및 교재 지원
- 고등 교육사

고등교육의 거시적 관리업무 담당, 고등교육의 기본건설 및 개혁사업 지도, 고등교육평가 개선사업 지도, 고교학과 전문목록, 교학지도문서 작성, 각급 유형별 고등교육 및 원격교육사업 지도
- 교육감실

교육감에 대한 규제와 기준 제정, 전국 교육감 지도사업 실시, 각지 중등 및 중급 이하 교육, 청장년 문맹퇴치업무에 대한 감독평가 및 심사검수, 국가교육감 지도 보고서 발표
- 민족교육사

소수민족 교육의 특수성을 지도 조정하고, 소수민족의 '쌍어' 교육 사업을 총괄적으로 계획하며, 초 중 고등학생 민족 단결 교육을 지도하며, 소수민족과 소수민족 지역에 대한 교육지원을 담당한다.
- 사범교육사

전국 초중고 교사진의 건설을 계획 지도하고 있으며, 교원 교육기준과 각급 사범대학의 육성목표 및 규격 및 사범교육 기본 전문목록 제정, 사범 교육 교학 개혁 및 교원 지원 및 교육 실시에 관한 사항과 교사 자격 기준 및 교사 자격 시스템의 구현을 안내
- 체육, 보건, 예술 교육부

초중고 체육, 위생 및 건강교육, 예술교육, 국방교육사업 지도, 정책 및 교육지도 파일 작성, 관련 학과 교재 마련, 지도, 교자 육성, 교육사업, 국제중학교 참가
- 사상 정치 사업사

고등학교 학생과 교사의 사상정치사업, 거시지도고교 기층 당조직 건설, 정신문명건설 및 지도원 대오 건설사업 지원, 고등학교의 안정적 업무와 정치보위업무 담당, 고교 사이버문화 관련 업무 즉각 반영 및 처리
- 사회과학과

고교 사상정치이론과 교육수업 총괄계획, 기획 조직과 철학, 사회과학 연구사업, 조직조정고등학교 국가 중대 철학 사회과학 연구프로그램 담당 및 지도 실시, 직속고와 직할단위출판물 조정
- 과학기술부

기획지도, 고등학교 과학기술사업의 국가혁신시스템 구축 및 국가과학기술중대 프로젝트의 실시, 고등학교의 과학기술혁신플랫폼의 발전 지도, 교육정보화 및 산학 연결사업 지도 등
- 대학생 학부

각종 고등학력 교육을 담당하는 입학시험과 학력 관리사업, 지방교육행정부와 고등학교 대학생 취업지도 및 봉사사업 지도, 일반고 졸업생 취업정책 수립에 참여, 국가긴급 졸업생을 위한 특별취업계획 실시
- 직속 고교 공작사

직속 고등학교의 발전전략 수립 및 감독 직속 고교의 학교 운영 행위 규범 및 감독 직속 고등학교 관리체제 조정 및 개혁사업 담당 직속고교 지도부 사상정치 강화에 협조
- 학위 관리 및 대학원 교육국(국무부 학위위원회 사무실)

'중화인민공화국학위조례' 실시, 전국 학위 및 대학원 교육사업의 개혁 및 발전계획 수립, 연구생 양성과 학과 건설에 관한 지도 및 관리, 대학원설립 및 국가 중점 학과의 건설 및 관리를 담당한다. '211공정' '985공정'의 실시와 조정업무를 담당하고, 국무원 학위위원회의 구체적인 업무를 담당한다.
- 언어 문자 활용 관리사

언어 문자사업의 방침 수립, 정책 및 중장기 계획 수립, 언어문자 규범화사업 실시, 언어문자 응용상황 감독, '한어 병음방안'의 실시, 표준어 보급 업무 및 일반화 교사의 자금 지원 업무 지도, 국가 언어 문자 사업 위원회의 구체적인 업무 청부
- 언어문자정보관리국

언어 문자 표준과 규범을 연구하고 검정하여 언어 문자 정보 처리 표준 제정 지방 문자 규범화 건설을 지도하고 소수민족 언어 문자 규범화 작업을 담당하며 소수민족 언어 문자 정보 처리의 연구와 응용을 지도한다.
- 국제 협력 및 교류과 (홍콩, 마카오 및 대만 부서)

교육 분야의 국제 협력과 교류를 조직 지도하여 해외 유학, 중국 유학, 중국과 외국의 합작으로 학교를 설립하고 외국인인 자녀의 학교 운영 정책을 제정하였다. 교육 관련 국외감독 담당업무 담당, 재외사관 교육처(팀)의 업무 지도, 중국어 국제보급사업 계획, 조정, 지도, 지도, 홍콩호주대만과의 교육협력 및 교류

## 같이 보기
- 중화인민공화국의 교육
- 중국 교육의 역사
- 국자감